# Middleton Railway

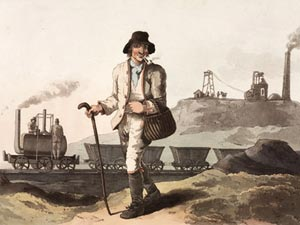
The Collier : une locomotive arpentant la Middleton Railway en 1814.

La Middleton Steam Railway est la plus ancienne ligne de chemin de fer du monde encore en activité, située à Middleton (en), en Angleterre.

## Histoire
Fondée en 1758, dans les environs de Leeds dans le West Yorkshire, c'est sur cette ligne à crémaillère que le tout premier service commercial est effectué le 12 août 1812 avec la locomotive à vapeur « Salamanca » qui remorquait des wagons de charbon.
La Middleton constitue aujourd'hui un chemin de fer touristique que quelques volontaires membres du Middleton Railway Trust Ltd s'efforcent de maintenir en activité depuis 1960. Elle est dès lors la première ligne à voie normale à être rachetée et gérée par des volontaires.
Il opère aujourd'hui sur la ligne un service pour voyageurs durant les week-ends et les vacances scolaires sur une longueur d'environ un mile (1,6 km) de voies entre son siège à Moor Road et Park Halt. Pourtant, à l'origine, ce transport de voyageurs ne dura qu'une semaine et ne débuta réellement qu'à partir de 1969. À leurs débuts, les gérants privilégièrent en effet le service de marchandises dans cette région productrice de charbon, et ce jusqu'en 1983.